# Eupithecia aequabila
Eupitecia aequabila es una especie de polilla de la familia Geometridae. La especie fue descrita por primera vez por Wilhelm Brandt en 1938 con distribución en Irán. El holotipo de la especie fue descrita en los alrededores de Barm-i-Firus en la provincia de Fars.